# ويستلاند وايرل ويند (هليكوبتر)
يستلاند وايرل ويند  (بالإنجليزية: Westland Whirlwind )‏ هي مروحية أنتجت في المملكة المتحدة. من صناعة ويستلاند للطائرات. كان أول طيران لها في 1953. دخلت الخدمة في 1954، صنع منها 400 طائرة.

## المستخدمون
- البحرية الملكية البريطانية
- سلاح الجو الملكي